# Frederick Hall (Bischof)
Frederick Hall MHM (* 30. November 1902 in Burnley, Lancashire, England, Vereinigtes Königreich; † 18. September 1988 in Herbert House, Fromby, England, Vereinigtes Königreich) war ein britischer, römisch-katholischer Bischof.
Hall wurde am 21. Juli 1929 zum Priester für die Missionsgesellschaft vom hl. Joseph von Mill Hill geweiht und ging in die Mission nach Kenia. Von 1937 bis 1940 war er Spiritual in Holland und danach bis 1945 Kriegsgefangener in Deutschland. Anschließend Rektor in England und Spiritual in Roosendaal in Holland. Papst Pius XII. ernannte ihn am 9. April 1948 zum Apostolischen Vikar von Kisumu in Kenia und Titularbischof von Alba Maritima. Die Bischofsweihe spendete ihn Bernard William Griffin, Erzbischof von Westminister, am 20. Juni 1948. Mitkonsekratoren waren Thomas Leo Parker, Bischof von Northampton, und Edward Ellis, Bischof von Nottingham. Als das Apostolische Vikariat Kisumu am 25. März 1953 von Papst Pius XII. zum Bistum Kisumu erhoben wurde, wurde er dessen erster Bischof. Am 2. Dezember 1963 nahm Papst Johannes XXIII. seinen Rücktritt als Bischof an und ernannte ihn zum Titularbischof von Castra Nova. Am 27. Juli 1976 gab er seinen Titularbischofssitz auf und erhielt den Titel eines Emeritierten Bischofs von Kisumu.
Hall nahm als Konzilsvater an allen vier Sitzungsperioden des Zweiten Vatikanischen Konzils teil.